# HD 124425
HD 124425，又名BD-00 2796，SAO 139798、HR 5317，是一颗恒星，视星等为5.91，位于銀經341.52，銀緯55.74，其B1900.0坐标为赤經14h 8m 31.2s，赤緯-0° 55.74′ 24″。